# Aage Bugge (Pastor)
Aage Bugge (* 19. Februar 1896 in Nanortalik; † 2. Dezember 1979 in Søllerød) war ein dänisch-grönländischer Pastor, Propst, Lehrer, Hochschulrektor und Schriftsteller.

## Leben
Aage Bugge war der Sohn des dänischen Kolonialverwalters Konrad Olsen Bugge (1862–1937) und seiner in Schweden geborenen, aber ebenfalls dänischen Frau Hedevig Clausen (1873–1937). Sein Vater war der Enkel von Emil Anton Conrad Olsen (1806–1872), dem unehelichen Halbbruder von August Bournonville (1805–1879). Aages Urururgroßvater war Thomas Bugge (1740–1815). Seine Schwester Ragnhild war die Frau von Kristoffer Lynge (1894–1967) und Aage somit der Onkel des Politikers Finn Lynge (1933–2014). Am 4. Juli 1925 heiratete er Anna Valborg Margrethe Jensen (1899–1971), Tochter des Lehrers Ludvig Christian Jensen (1859–1925) und seiner Frau Dagmar Margrethe Thiesen (1870–1930). Aus der Ehe ging unter anderem der Theologe Knud Eyvin Bugge (1928–2020) hervor.
Seine Mutter hatte Grönländisch gelernt und so wuchs auch Aage zweisprachig auf. Er besuche die Sorø Akademi, die er 1913 mit der Hochschulreife verließ. Anschließend hielt er sich ein Jahr in Grönland auf. Danach studierte er Theologie an der Universität Kopenhagen, verbrachte aber auch die Jahre 1917/18 und den Sommer 1919 in Grönland. Erst 1921 schloss er sein Studium als cand. theol. ab. Anschließend wurde er kommissarisch als Erster Pastor in Nuuk angestellt. 1922 wurde er zum Ersten Pastor in Sisimiut ernannt und leitete die dortige Katechetenschule. 1924 reiste er nach Dänemark, um sich pädagogisch weiterbilden zu lassen. Nach seiner Rückkehrt wurde er 1925 Leiter von Grønlands Seminarium in Nuuk. Ab 1931 leitete er auch die dortige Højskole. 1934 wurde er zum Ersten Pastor und zum Propst von Grönland ernannt. 1948 wurde er Grönländischlektor in Dänemark und leitete das grönländische Seminarium in Kopenhagen. Nebenher war er Berater des dänischen Kirchenministeriums. 1964 ging er in Rente.
Bis 1948 war Aage Bugge Vorsitzender der Vereinigung für grönländische Volksbildung. Von 1951 bis 1967 war er Vizevorsitzender in Den Grønlandske Kirkesag. Daneben war er Mitglied im Arctic Institute of North America und Vorstandsmitglied beim Arktisk Institut.
Unter ihm wurde das Unterrichtskonzept am Seminarium stark modernisiert und Aage Bugge gilt somit als prägende Figur einer ganzen Generation grönländischer Lehrer und Katecheten. Er führte den obligatorischen Dänischunterricht in Grönland ein und setzte sich auch sehr für eine gute grönländische Ausbildung der in Grönland tätigen Dänen ein. Aage Bugge veröffentlichte mehrere Bücher. Sein dänisches Schulbuch war das erste seiner Art in Grönland. 1960 war er Hauptherausgeber eines dänisch-grönländischen Wörterbuchs.
1947 wurde er zum Ritter des Dannebrogordens ernannt. 1963 wurde er Ritter 1. Grades. Aage Bugge starb 1979 im Alter von 83 Jahren in Dänemark.

## Werke
- 1925: Den grønlandske skole („Die grönländische Schule“)
- 1926: Dansk læsebog for grønlandske skolebørn („Dänisches Lesebuch für grönländische Schulkinder“)
- 1926: Grønlandsk religiøsitet („Grönländische Religiösität“)
- 1931: Fjeldsøer („Bergseen“)
- 1935: Grundtvig – danskinik eĸêrsaissoĸ perorsaissordlo („Grundtvig – Erwecker und Erzieher der Dänen“)
- 1937: Herrnhut
- 1944: Atuaaniutitaat („Neue Bücher für Leser“; 3 Bände; mit Augo Lynge)
- 1944: Paulusip Kulorsamiunut agdlagai – ilagîngnut navsuiarneĸartut („Paulus' Brief an die Kolosser – erklärt für die Gemeinde“)
- 1946: Paulusip Evfisumiunut agdlagai – ilagîngnut navsuiarneĸartut („Paulus' Brief an die Epheser – erklärt für die Gemeinde“)
- 1952: Grønlandsk rejseparlør („Grönländisches Reisewörterbuch“)
- 1960: Dansk-grønlandsk ordbog („Dänisch-grönländisches Wörterbuch“; Herausgeber)
- 1962: Omkring den grønlandske retskrivning („Über die grönländische Rechtschreibung“)
- 1966: Dansk-grønlandske stiløvelser („Dänisch-grönländische Stilübungen“)
- 1967: Dagbogsblade fra Labrador („Tagebuchblätter aus Labrador“)
- 1976: Barndomserindringer fra Sydgrønland omkring århundredskiftet („Kindheitserinnerungen aus Südgrönland um die Jahrhundertwende“)